# Lago (Jove)
Lago (llamada oficialmente Santa Eulalia de Lago) es una parroquia española del municipio de Jove, en la provincia de Lugo, Galicia.

## Organización territorial
La parroquia está formada por ocho entidades de población:
- Alto de Lago (O Alto de Lago)
- Ancil
- Aspera (A Áspera)
- Barxa (A Barxa)
- Beltran (Beltrán)
- Casaslongas (As Casas Longas)
- Torre (A Torre)
- Vilar

## Demografía
| Gráfica de evolución demográfica de Lago entre 2000 y 2021 |
|                                                            |
| Datos según el nomenclátor publicado por el INE.           |